# 凱里敦 (密蘇里州)
凱里敦（英語：Carytown）是位於美國密蘇里州賈斯珀縣的村。

## 人口
根據2020年美國人口普查的數據，凱里敦的面積為37.38平方千米，皆為陸地。當地共有人口287人，而人口密度為每平方千米8人。